# Novi Marof
Novi Marof (kaj-horvátul Nuovi Narof) város és község Horvátországban, Varasd megyében. Közigazgatásilag Béla, Donje Makojišće, Filipići, Gornje Makojišće, Grana, Jelenščak, Kamena Gorica, Ključ, Krč, Madžarevo, Možđenec, Orehovec, Oštrice, Paka, Podevčevo, Podrute, Presečno, Remetinec, Strmec Remetinečki, Sudovec, Topličica és Završje Podbelsko települések tartoznak hozzá.

## Fekvése
Varasdtól 18 km-re délre, a Bednja jobb partján, a Kemléki-hegység, a Grebengrad és a Bednja által határolt völgykatlanban, az A4-es autópálya közvetlen közelében fekszik.

## Története
Amikor Novi Marof történetéről írunk, először a város fölé magasodó Greben várát kell megemlíteni. A várat már II. András magyar király 1209 kiadott oklevelében "castrum Greben" alakban említik, mint Gardunnak (Gárdonynak) a Grebeni család ősének a fennhatósága alatti várat. A várat az az 1277-ben keltezett csereszerződés is megemlíti, mely szerint Gárdony fiai elcserélik egyes birtokaikat egy bizonyos Branić fiainak birtokaival. A Grebeniek egészen 1360-ig voltak a vár és uradalmának birtokosai, amikor I. Lajos király hűtlenség miatt elette tőlük. Ezután királyi birtok volt, majd a Zagorjéval együtt 1445-től a Cillei grófoké lett. A család kihalása után Hunyadi Mátyás más birtokokkal együtt Vitovec János horvát bánnak adta, de utódai hűtlenség miatt elveszítették és Corvin János birtoka lett. Közben a Grebeniek leszármazottai többször próbálták per útján őseik birtokát visszaszerezni, de ez csak időlegesen sikerült. Miután a Grebeniek utolsó leszármazottja Hermannfy László örökbe fogadta Batthyány Boldizsárt, 1491-től a Batthyányak lettek Greben uradalmának törvényes birtokosai. A család 1645-ig volt Grebenvár ura, ekkor Batthyány Erzsébet házassága révén Erdődy György birtoka lett. A várban 1710-ben tűzvész tört ki, mely után tulajdonosai elhagyták és a Novi Marof mellett felépített új kastélyukba költöztek, a vár pedig sorsára hagyva romlásnak indult.
Magát Novi Marofot 1666-ban Patacsich Antónia Alexandra grófnő említi meg "Status familiae Patachich" azaz a Patacsich család helyzetéről írott munkájában Patacsich III. Miklós gróf uradalmának birtokaként először, akinek Novi Marof kedvelt tanyája volt. Fia Patacsich II. Boldizsár alapította meg a "Pintes Bordoktorok Társaságát" és szintén nem vettette meg a jó társaságot, mely feltehetően itt is gyakran időzött. Arról, hogy ekkor már létezett itt a családnak kastélya nincsen hitelt érdemlő adat, de valamilyen kisebb udvarháznak vagy nyaraló jellegű épületnek feltétlenül lennie kellett. Erre utalhat a horvát "marof" szó, mely a német "meierhof"ból származik és majornak, vagy szállásnak egyaránt értelmezhető. Ezt talán ekkor még Stari Marofnak hívták és a később épített új kastély kapta a Novi Marof nevet. A birtokot a 18. században az Erdődyek vásárolták meg és az itteni faépületet 1776-ban előbb egyszintes, négyszárnyú, zárt udvaros késő barokk, majd később klasszicista kastéllyá alakították át.
Erdődy Lajos horvátországi birtokait, így Novi Marofot is Károly fia örökölte meg, majd fiai, István és Rudolf voltak a birtokosai. Erdődy István 1924-ben örökös nélkül halt meg, de gróf Erdődy Rudolf és felesége, Lujza grófnő a környék nagy jótevője volt. 1890-ben a községhez tartozó Možđenecen egy 20 ágyas kicsiny kórházat alapítottak, ahol meleg étellel látták el a betegeket. A kórház 1917-ig üzemelt. Ők alapították a település első népiskoláját is. Fiuk, ifjabb gróf Erdődy Rudolf volt a novimarofi uradalom utolsó tulajdonosa, aki birtokait sajátkezűleg parcellázta szét az igénylők között. Novi Marof-i kastélyát 1927-ben az 1925-ben létrehozott zágrábi országos tuberkulózis ellenes alapítvány vette meg. Itt eleinte gyengeelméjű gyerekeket, majd tüdőbetegeket is gyógyítottak. A kastély ezután ténylegesen is TBC kórházzá alakult át, ahol csak tüdőbetegeket gyógyítottak. A kastélyban jelenleg a krónikus betegek különleges kórháza működik.

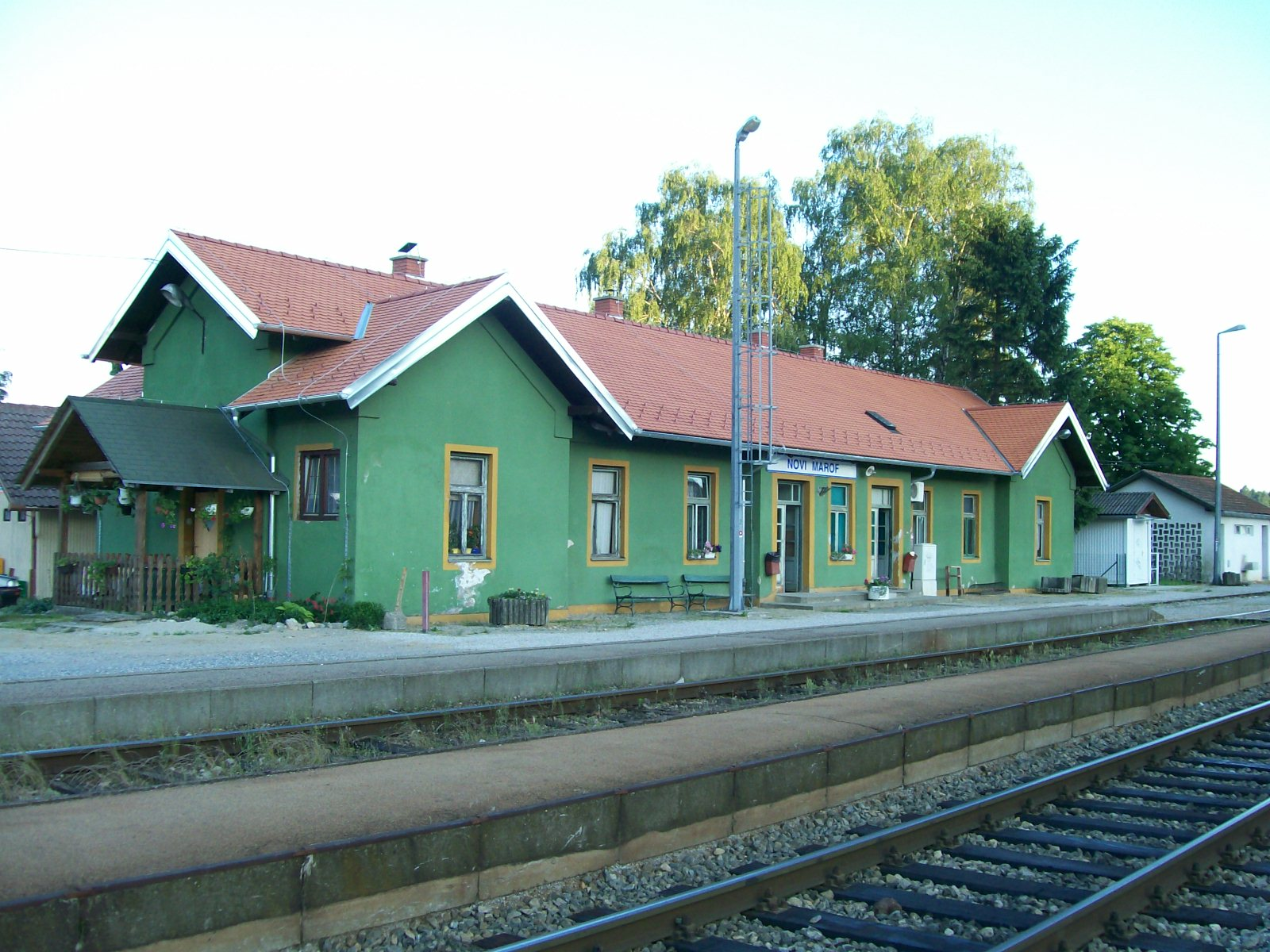
Novi Marof vasútállomása

Maga a település csak lassan fejlődött ki a kastély körül, még 1857-ben is csak 19 lakosa volt. Mivel azonban fekvése nagyon kedvező volt, hiszen a Varasd és Zágráb közötti úton, fontos útkereszteződésben feküdt serkentő hatással volt a fejlődésére. A vasútvonal 1886-ban épült meg, ez különösen a kereskedelemnek adott lendületet. Még ebben az évben Novi Marofot Varasd vármegye egyik járási székhelyévé tették és négy község közös közigazgatási egysége lett.
1920-ig Varasd vármegye Novi Marofi járásának székhelye volt, majd a Szerb-Horvát Királyság része lett. A horvát közigazgatás átszervezése során a régi község területén hat új község jött létre. 1991-ben Novi Marof községnek 97 négyzetkilométeren 13909 lakosa volt. 1997. január 17-én Novi Marof városi rangra emelkedett. 2001-ben a városnak 1956, a községnek 13 857 lakosa volt.

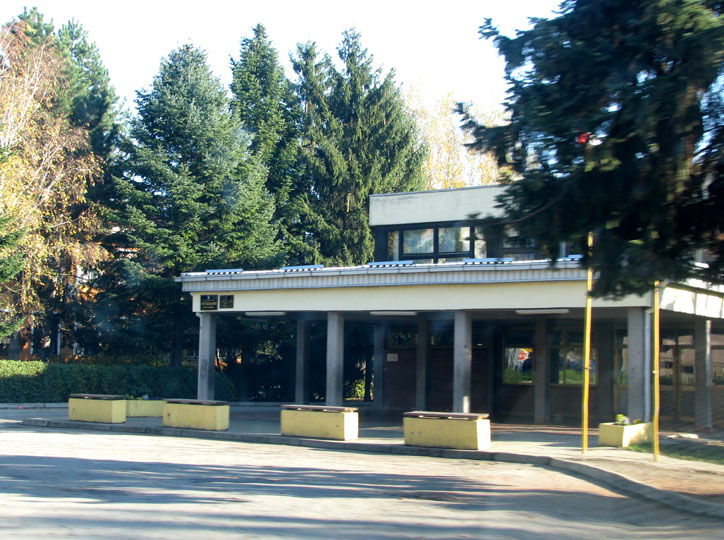
Novi Marof alapiskolája

## Nevezetességei
- Az Erdődy-kastélyt[2] 1776-ban gróf Erdődy Lajos építtette késő barokk – klasszicista stílusban. 13,7 hektáros parkkal rendelkezik. Jelenleg a krónikus betegek különleges kórháza működik benne.
- Greben várát 1209-ben említik először. A horvát Zagorje második legnagyobb vára. Az Ivaneci-hegység keleti peremén, egy 502 méter tengerszint feletti magasságban, közvetlenül az 590 m magas, Veliki Ljubenjak csúcs alatt helyezkedik el. A vár egy fennsík, hegyszerű kitüremkedésén fekszik, melyet egy mély, árokszerű átvágás választ le az Ivaneci-hegység tömegétől.
- Páduai Szent Antal tiszteletére szentelt római katolikus plébániatemploma 1982 és 1984 között épült.